# Фидалея
Фидалея (др.-греч. Φιδάλεια) в древнегреческой мифологии — жена Бизанта, основателя города Византии.
В период отсутствия царя Бизанта, преследовавшего со своей армией фракийского царя Гемоса, произошло нападение скифского царя — Одриса на Византию. Фидалея участвовала в спасении города, забросав лагерь скифской армии ядовитыми змеями.